# Tante Frieda (Thoma)
Tante Frieda Neue Lausbubengeschichten ist eine humoristische Geschichtensammlung des deutschen Schriftstellers Ludwig Thoma, die 1907 veröffentlicht wurde. Die Sammlung setzt die erfolgreiche Veröffentlichung von Thomas Lausbubengeschichten fort. Olaf Gulbransson schuf die Illustrationen einer späteren Ausgabe.

## Inhalt

### Tante Frieda
Ludwig verbringt die Ferien bei seiner Mutter und seiner Schwester Ännchen, als sich seine mäkelige Tante Frieda als Logierbesuch ankündigt. Da Friedas Brüder, einer davon Ludwigs Vater, studieren durften, sei für sie keine Mitgift mehr da gewesen und so musste sie unter ihren Verhältnissen heiraten – dies hält sie der Familie stets vor. Der Amtsrichter Steinberger hat ein Auge auf Ludwigs Schwester geworfen und macht seine Aufwartung; Frieda schießt quer mit Anspielungen auf seine Glatze und dem Verdacht, er trinke zu viel. Ludwig rächt sich, indem er Friedas Papagei malträtiert, so dass die Tante empört abreist.

### Die Indianerin
Die Thomas erhalten Besuch von Ludwigs Cousine Cora, deren Vater eine Plantage in Indien betreibt. Zu ihren Verehrern zählt schnell der Apotheker Seitz. Seitz besucht die Familie in der Hoffnung, mit Cora näher bekannt zu werden. Später am Nachmittag kommen die Tante Theres mit ihrer Tochter Rosa sowie Tante Elis und Onkel Pepi zum Kaffee; der Onkel flirtet etwas mit Cora, die daraufhin die Ablehnung der gesamten Tantenschaft erfährt:

„Da hat Tante Elis den Kaffeelöffel auf den Tisch hineingeworfen und hat gefragt, ob es vielleicht fein ist, wenn ein Mädchen so mit ihren Augen herumschmeißt auf alte Männer, die nie gescheit werden, und ob es vielleicht anständig ist, einen Mann aufzuhetzen gegen seinen Kaffee, den er daheim kriegt?“

Apotheker Seitz grüßt die Gesellschaft vom Gartenzaun; dies löst die Eifersucht der Tante Theres aus, die offenbar eine Verbindung ihrer Tochter Rosa mit dem Apotheker wünscht.

### Franz und Cora
Auch Franz Reiser, ein Brauereipraktikant, den Ludwig bewundert, ist in Cora verliebt. Franz fürchtet, dass Cora ihn verachtet, weil er kein Akademiker ist. Ludwig versucht, bei Mutter und Cousine deren Haltung zu Männern mit geringer formaler Bildung zu erfragen, erhält aber nur freundliche Plattitüden als Antwort. Unter der Anleitung von Apotheker Seitz gibt die Liedertafel den Thomas ein Ständchen. Als Ludwig seinem Freund Franz davon berichtet, fällt dieser in Verbitterung. Ludwig will ihm helfen und erklärt nach seiner Erfahrung mit seiner verheirateten Schwester Marie, was Franz zu tun habe:

„Ich habe gefragt, warum er nicht hinüber geht und es sagt? Er hat gesagt, es geht nicht. Ich habe gesagt, es geht schon. Er muß einen schwarzen Rock anziehen und hinübergehen. Zuerst ist meine Mutter allein da. Dann wird die Cora hereingeholt, und er muß den Arm um sie legen, und dann werden Ännchen und ich hereingeholt, und meine Mutter weint ein bißchen, und dann kriegt jedes in der Reihe herum einen Kuß.“

### Das Waldfest
Die Liedertafel des Ortes lädt zum Waldfest. Mutter Thoma darf mit dem Wagen fahren (sehr zum Missfallen der Tante Elis), Cora zieht als Ehrengast vorneweg, während sich der schüchterne Franz Reiser im Hintergrund hält. Apotheker Seitz versucht sich in Konversation mit Cora, während Franz sich zurückzieht. Die Liedertafel gibt einige Stücke zum besten, dann spielt man zum Tanz auf. Ludwig drängt Franz an den Tisch der Thomas und versucht, mit Franz’ Kraft zu renommieren:

„Ich habe zu Cora gesagt, ob sie nicht sieht, wie stark der Franz ist, und er kann jeden Bräuburschen hinschmeißen. Der Franz hat mich mit dem Fuß angestoßen, aber ich habe nicht aufgehört, und ich habe gesagt, der Franz kann auch furchtbar gut springen, und wenn er will, kann er einen furchtbar hauen. Die Cora hat gelacht, und der Franz hat mich auf den Fuß getreten, und er ist immer mit seiner Hand durch die Haare gefahren.“

Cora wird von den Honoratioren des Ortes hofiert, während sich Ludwigs Onkel Pepi (wieder zum Missfallen der Tante) heftig betrinkt. Die Akademiker protzen gegenüber Cora und beklagen, bei der Liedertafel seien leider viele „ungebildete Elemente“ dabei, sie müsse unbedingt zu einem Offiziers- oder Studentenball kommen. Daraufhin platzt Franz der Kragen und es kommt zum Eklat:

„Auf einmal hat der Franz geredet, und er ist zuerst immer durch seine Haare gefahren, und er hat gesagt, es gibt viele Leute, die glauben, sie haben eine Bildung, aber sie haben keine, und es gibt viele Leute, wo man glaubt, sie haben keine, und sie haben eine.“

Während Franz das Fest verlässt, überkommt den betrunkenen Onkel Pepi ein sentimentaler Anfall, er sei anständig, auch wenn er kein Akademiker sei, sondern nur Postexpeditor, und man müsse ihm das schriftlich bestätigten und auf seinen Grabstein meißeln.

### Coras Abreise
Cora muss zu ihrem Vater zurück. Schon lange vor der Abreise ist die ganze Familie traurig; dennoch hat Ludwig die Hoffnung, dass Franz sich ihr rechtzeitig erklärt, um sie dazubehalten. Er macht ihr sogar an Stelle des schüchternen Franz eine Art Heiratsantrag, aber sie ermahnt ihn nur zu Fleiß und Bravheit, um der Mutter keine Sorgen zu bereiten. Am Ende fährt Cora begleitet vom ganzen Dorf zur Bahnstation; Franz ist zwar da und verabschiedet sich unbeholfen mit einem Blumenstrauß, aber das Glück mit Cora bleibt ihm verwehrt. Sie reist tatsächlich ab.

### Hauptmann Semmelmaier
Mutter Thoma gibt Ludwig zu Hauptmann Semmelmaier in der Stadt in Pension. Dort herrschen ein strenges Regiment und karge Kost – angeblich, um die Pensionsknaben zu „Spartanern“ zu erziehen. Ludwig klagt brieflich bei seiner Mutter und erhält von ihr drei Mark, um sich zusätzliche Verpflegung zu kaufen. Ludwig und sein Mitbewohner Max kaufen von dem Geld aber Eier, die sie auf Fenster, Kutschen und Passanten werfen. Als sie erwischt werden, wirft man ihnen vor, die Eier bei Semmelmaiers gestohlen zu haben. Ludwig will sich rächen, indem er eine Feuerwerksrakete im Schlafzimmer des Hauptmannes zündet.

## Hintergrund
Die Geschichten spielen zur Zeit von Thomas Kindheit in Oberbayern. Einige Ereignisse beruhen auf wahren Erlebnissen; so hieß die Schwester von Thomas Vater Max in der Tat Friederike und wurde Frieda gerufen. In der Figur der indischen Cousine Cora hat Thoma seine Geliebte (und spätere Frau) Marietta di Rigardo porträtiert.
Die Unsicherheit gegenüber Frauen, die Franz Reiser an den Tag legt, spiegelt Thomas eigene Unsicherheit und Schüchternheit wider, so dass er sich selbst doppelt beschreibt – in der Form des kindlichen Beobachters Ludwig und in der Figur des unglücklich Liebenden Franz. Martin A. Klaus weist darauf hin, dass Thoma gern seinen Alter-Ego-Figuren den Namen Franz gab, nicht nur in der Tante Frieda, sondern auch im Roman Jagerloisl von 1920.

## Sprache und Stil
Das Buch ist in Schriftdeutsch verfasst, es finden sich nur wenige Dialektelemente. Während der Großteil des Buches vom ernsten und „erwachsenen“ Thema Liebe dominiert wird, fällt die Prosa stärker als in den Lausbubengeschichten ins Kindliche. Thoma lässt seinen Ludwig handfeste Grammatikfehler machen:

„Da hat die Musik aufgehört, und die Mädchen haben sich bei die Herren eingehängt und sind zu ihre Tische.“

Während das erste und letzte Kapitel an die Form der Lausbubengeschichten anknüpft, verwendet Thoma (gerade in den Cora-Kapiteln) ein neues Stilmittel. Ludwig, das scheinbar ahnungslose Kind, gibt treuherzig-naiv die Zankereien der Erwachsenen wieder:

„Da hat die Tante gesagt, sie wundert sich gar nicht, daß wir alle so feindselig sind, weil sie es schon gewohnt ist, und weil schon ihre Brüder so waren und haben doch das ganze Geld verbraucht. Sie hat so getan, als wenn sie weinen muß, und sie hat sich die Augen gewischt. Aber sie hat keine Tränen daran gehabt. Ich habe es deutlich gesehen.“

## Entstehung und Rezeption
Die Hauptfigur der Tante Frieda ist die Cousine Cora. Als Thoma die Geschichten 1907 niederschrieb, heiratete er Marietta di Rigardo. Thomas Umgebung – darunter auch sein Freund Ludwig Ganghofer – rieten von der Ehe mit Marietta ab:

„Die Episode Cora in den Geschichten von 'Tante Frieda' ist eine Rechtfertigung vor seiner Umwelt und verschafft ihm den Segen der Mutter für seine ausgefallene Brautwahl.“

## Werkausgaben
- Erstausgabe: Tante Frieda. Neue Lausbubengeschichten. Albert Langen, München 1907.
- Lausbubengeschichten. Tante Frieda. Mit Illustrationen von Olaf Gulbransson. Piper, München 1991, ISBN 978-3-492-03318-3.
- Volltext bei Projekt Gutenberg

Die Werke von Ludwig Thoma sind nach deutschem Urheberrecht nicht mehr geschützt. Daher gibt es einige preisgünstige Druck- und (freie) E-Book-Ausgaben der Tante Frieda.

## Verfilmungen
Die Geschichten der Tante Frieda finden sich in Helmut Käutners Film Lausbubengeschichten von 1964 wieder. Die filmische Fortsetzung Tante Frieda – Neue Lausbubengeschichten unter Regie von Werner Jacobs enthält dem Titel zum Trotz keinerlei Inhalte aus dem gleichnamigen Buch, sondern beinhaltet ebenfalls Geschichten aus dem ersten Buch.